# Partit Liberal del Quebec
Partit Liberal de Québec (en francès: Parti libéral du Québec), o PLQ, és un partit polític en Québec. És també el més antic del Québec, present des de 1867. L'organització és liberal i federalista (contrari a la independència de Québec).

## Líders del partit
- Henri-Gustave Joly de Lotbinière (1867-1883) (Primer Ministre 1878-1879)
- Honoré Mercier (1883-1892) (Primer Ministre 1887-1891)
- Félix-Gabriel Marchand (1892-1900) (Primer Ministre 1897-1900)
- Simon-Napoléon Parent (1900-1905) (Primer Ministre 1900-1905)
- Lomer Gouin (1905-1920) (Primer Ministre 1905-1920)
- Louis-Alexandre Taschereau (1920-1936) (Primer Ministre 1920-1936)
- Adélard Godbout (1936-1948) (Primer Ministre 1936, 1939-1944)
- Georges-Émile Lapalme (1950-1958)
- Jean Lesage (1958-1970) (Primer Ministre 1960-1966)
- Robert Bourassa (1970-1976) (Primer Ministre 1970-1976)
- Gérard D. Lévesque (interí) (1976-1978)
- Claude Ryan (1978-1982)
- Gérard D. Lévesque (interí) (1982-1983)
- Robert Bourassa (1983-1994) (Primer Ministre 1985-1994)
- Daniel Johnson, Jr. (1994-1998) (Primer Ministre 1994)
- Jean Charest (1998-2013) (Primer Ministre 2003-2012)
- Philippe Couillard (2013-....) (Primer Ministre 2014-....)